# Luigi Bartesaghi
Luigi Bartesaghi (Mandello del Lario, Italia; 14 de octubre de 1932 – Mandello del Lario, Italia; 10 de noviembre de 2022) fue un ciclista de ruta de Italia naturalizado de Canadá que compitío en los Juegos Olímpicos de Roma 1960.

## Biografía
En 1951 se muda a Montreal, Canadá y se unió al Union Sports Italian Club. Logra clasificar a los Juegos Olímpicos de Roma 1960 para representar a Canadá como uno del país en los juegos junto a Alessandro Messina, también nacido en Italia. Su participación sería en la prueba de ruta individual donde no terminaría la carrera al igual que Messina.
En 1961 regresaría a Italia por poco tiempo ya que regresaría a Canadá, pero esta vez a Quebec y en 1965 sería el director deportivo de la selección italiana en el Tour du St-Laurent. Volvería a Italia a competir nuevemente pero a nivel aficionado junto a su hermano Giuseppe “Peppino” Bartesaghi, quien más tarde se convertiría en músico.